# Anggun

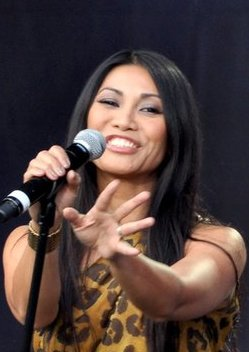
Anggun (2011)

Anggun Cipta Sasmi (* 29. April 1974 in Jakarta) ist eine indonesische Pop-Sängerin, die seit 2000 auch die französische Staatsangehörigkeit besitzt.

## Leben

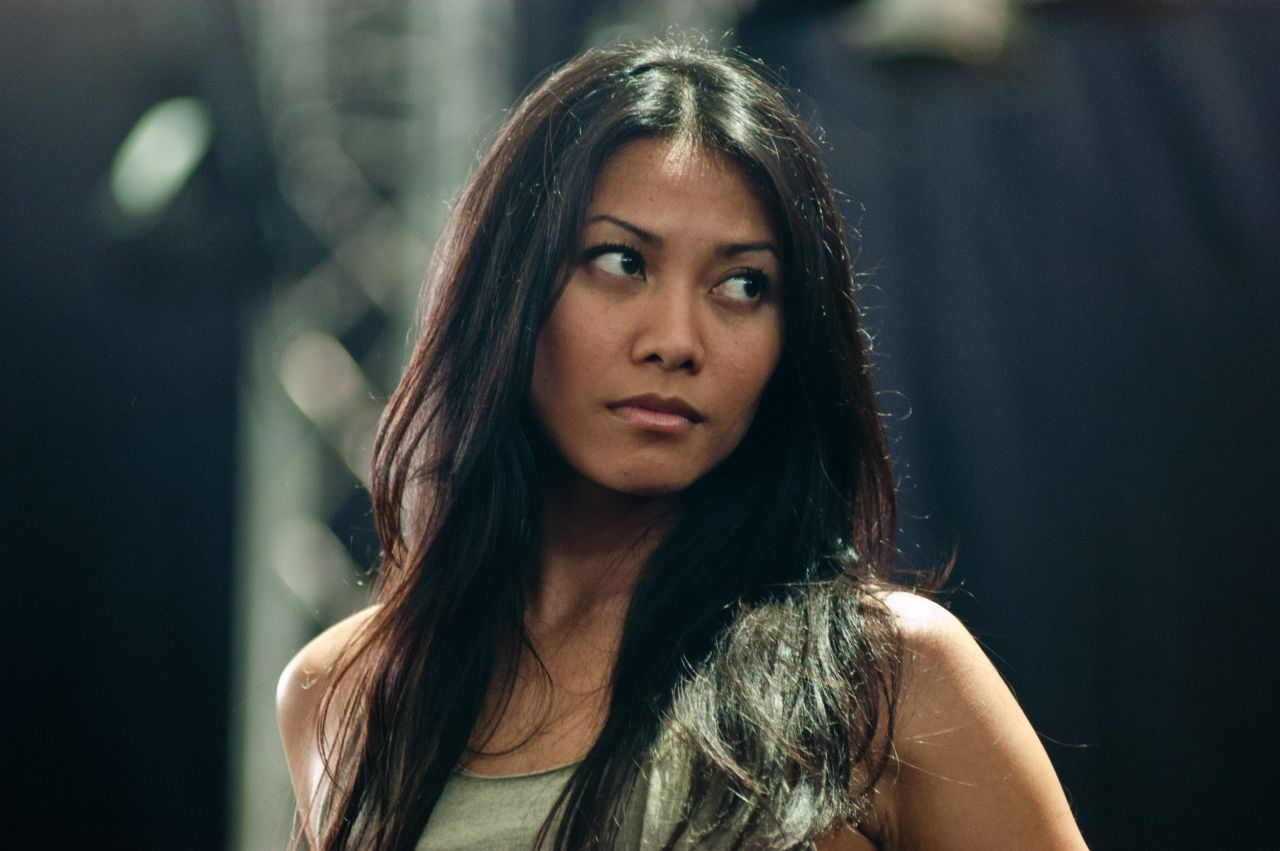
Anggun (2005)

Anggun ist die Tochter eines javanischen Schriftstellers und einer Hausfrau, die vom Sultanat Yogyakarta abstammt. Sie wuchs in Indonesien auf und besuchte eine katholische Nonnenschule. Bereits in ihrer Jugend begann sie ihre musikalische Karriere und war im Alter von 19 Jahren eine erfolgreiche Sängerin in ihrem Heimatland. 19-jährig gründete sie auch ihr eigenes Plattenlabel. Auf dem Höhepunkt ihres Erfolgs in Indonesien verließ sie ihre Heimat und zog nach London. Da sie dort zunächst ihre Karriere nicht wie beabsichtigt weiterentwickeln konnte, zog sie in die Niederlande. Zuvor legte sie einen Zwischenstopp in Frankreich ein, um sich einige Tage Paris anzusehen, ließ sich jedoch schließlich dort nieder und lebte sieben Jahre in der französischen Hauptstadt. Die französische Sprache lernte sie erst im Land. Später lebte sie auch in Montreal. Sie war dreimal verheiratet, darunter von 2010 bis 2015 mit dem Schriftsteller Cyril Montana, mit dem sie eine Tochter hat.
Ihre erste internationale Single La neige au Sahara / Snow on the Sahara belegte Platz 16 in Frankreich. Die gleiche Position erreichte sie 2005 mit dem Titel Être une femme. 2006 trat sie bei den NRJ Music Awards auf. Für den Kinofilm Unsere Erde sang sie 2007 den Song Un Jour Sur Terre und fungierte in der französischen Fassung als Erzählerin im Film. Es folgte eine Zusammenarbeit mit dem deutschen Global-Pop- und Ambient-Projekt Schiller. 2011 sang sie gemeinsam mit bekannten französischsprachigen Sängern wie Tina Arena und Gérard Lenorman im französischen Fernsehen. Im Mai 2012 vertrat sie ihre Wahlheimat Frankreich beim Eurovision Song Contest 2012 im aserbaidschanischen Baku und erreichte im Finale den 22. Platz. Im September 2016 wurde eine Statue Angguns in Madame Tussauds Wachsfigurenkabinett in Bangkok aufgestellt. Anggun ist in vierter Ehe mit dem deutschen Musiker und Fotografen Christian Kretschmar verheiratet.

## Diskografie

### Französischsprachige Alben
| Jahr | Titel                                  | Höchstplatzierung, Gesamtwochen, AuszeichnungChartplatzierungen (Jahr, Titel, Platzierungen, Wochen, Auszeichnungen, Anmerkungen) | Höchstplatzierung, Gesamtwochen, AuszeichnungChartplatzierungen (Jahr, Titel, Platzierungen, Wochen, Auszeichnungen, Anmerkungen) | Höchstplatzierung, Gesamtwochen, AuszeichnungChartplatzierungen (Jahr, Titel, Platzierungen, Wochen, Auszeichnungen, Anmerkungen) | Anmerkungen                             |
| Jahr | Titel                                  | FR | BEW | CH | Anmerkungen                             |
| ---- | -------------------------------------- | --- | --- | --- | --------------------------------------- |
| 1997 | Au nom de la lune / Snow On The Sahara | FR60 Gold · (12 Wo.)FR | — | — | Erstveröffentlichung: 23. Juni 1997     |
| 2000 | Désirs contraires / Chrysalis          | FR48 (2 Wo.)FR | — | CH60 (4 Wo.)CH | Erstveröffentlichung: 30. August 2000   |
| 2005 | Luminescence                           | FR16 Gold · (63 Wo.)FR | BEW71 (12 Wo.)BEW | CH91 (2 Wo.)CH | Erstveröffentlichung: 22. Februar 2005  |
| 2008 | Elevation                              | FR36 (9 Wo.)FR | BEW86 (1 Wo.)BEW | — | Erstveröffentlichung: 20. Oktober 2008  |
| 2011 | Echos                                  | FR48 (6 Wo.)FR | BEW148 (1 Wo.)BEW | — | Erstveröffentlichung: 20. Mai 2011      |
| 2015 | Toujours un ailleurs                   | FR43 (24 Wo.)FR | BEW43 (31 Wo.)BEW | — | Erstveröffentlichung: 20. November 2015 |

Weitere Alben
- 2002: Open Hearts (B.O.F.)
- 2006: Best-Of
- 2013: Best-Of: Design of a Decade 2003–2013
- 2017: 8

### Singles
| Jahr | Titel Album                                                                    | Höchstplatzierung, Gesamtwochen, AuszeichnungChartplatzierungen (Jahr, Titel, Album, Platzierungen, Wochen, Auszeichnungen, Anmerkungen) | Höchstplatzierung, Gesamtwochen, AuszeichnungChartplatzierungen (Jahr, Titel, Album, Platzierungen, Wochen, Auszeichnungen, Anmerkungen) | Höchstplatzierung, Gesamtwochen, AuszeichnungChartplatzierungen (Jahr, Titel, Album, Platzierungen, Wochen, Auszeichnungen, Anmerkungen) | Höchstplatzierung, Gesamtwochen, AuszeichnungChartplatzierungen (Jahr, Titel, Album, Platzierungen, Wochen, Auszeichnungen, Anmerkungen) | Anmerkungen                                                                         |
| Jahr | Titel Album                                                                    | FR | BEW | DE | CH | Anmerkungen                                                                         |
| --- | ------------------------------------------------------------------------------ | --- | --- | --- | --- | ----------------------------------------------------------------------------------- |
| 1997 | La neige au Sahara / Snow on the Sahara Au nom de la lune / Snow On The Sahara | FR16 Gold · (24 Wo.)FR | BEW24 (4 Wo.)BEW | DE55 (9 Wo.)DE | CH24 (16 Wo.)CH |                                                                                     |
| 1997 | La rose des vents / A Rose in the Wind Au nom de la lune / Snow On The Sahara  | FR49 (2 Wo.)FR | — | — | — |                                                                                     |
| 1998 | Au nom de la lune Au nom de la lune / Snow On The Sahara                       | FR60 (12 Wo.)FR | — | — | — |                                                                                     |
| 2000 | Un geste d’amour / Look Into Yourself Désirs contraires / Chrysalis            | FR62 (7 Wo.)FR | — | — | — | Erstveröffentlichung: 1. Mai 2000                                                   |
| 2003 | World –                                                                        | — | — | — | CH37 (6 Wo.)CH | Erstveröffentlichung: 18. Juni 2003 mit Zucchero                                    |
| 2005 | Être une femme / In Your Mind Luminescence                                     | FR16 (17 Wo.)FR | BEW36 (2 Wo.)BEW | — | CH58 (13 Wo.)CH | Erstveröffentlichung: 1. Februar 2005                                               |
| 2005 | Cesse la pluie / Saviour Luminescence                                          | FR22 (23 Wo.)FR | — | — | CH65 (15 Wo.)CH | Erstveröffentlichung: 12. Mai 2005 aus The Transporter 2                            |
| 2006 | Juste avant toi / I’ll Be Alright Luminescence                                 | FR28 (18 Wo.)FR | — | — | — | Erstveröffentlichung: 1. Juni 2006                                                  |
| 2007 | Pour que tu sois libre (La rose Marie Claire) –                                | FR21 (14 Wo.)FR | — | — | — | Leslie / Anggun / Jennifer Mc Cray / Natasha St Pier / Elisa Tovati / Julie Zenatti |
| 2012 | Echo (You And I) –                                                             | FR74 (5 Wo.)FR | — | — | — | Erstveröffentlichung: 30. Januar 2012                                               |
| 2015 | Nos vies parallèles Toujours un ailleurs                                       | FR47 (27 Wo.)FR | BEW39 (2 Wo.)BEW | — | — | Erstveröffentlichung: 14. September 2015 mit Florent Pagny                          |
| Folgende Lieder erschienen nicht als Single, wurden aber durch das Album zum Download und Streaming bereitgestellt und konnten somit eine Platzierung erlangen: |                                                                                | | | | |                                                                                     |
| |                                                                                | | | | |                                                                                     |
| 2015 | Pour une fois Ce que je suis                                                   | FR167 (2 Wo.)FR | — | — | — | mit Vincent Niclo                                                                   |

Weitere Singles
- 2000: Derriere la porte / Still Reminds Me
- 2000: Chrysalis
- 2005: Undress Me
- 2008: Si tu l’avoues / Crazy
- 2011: Mon meilleur amour / Only Love

### Internationale Singles (für Malaysia und Indonesien)
- 1998: Kembali
- 2000: Yang Aku Tunggu
- 2005: Mantra
- 2008: Jadi Milikmu

### Gastbeiträge
- 2002: Amore immaginato (Piero Pelù – Album U.D.S. – L’uomo della strada)
- 2010: Always You (Schiller – Album Atemlos)
- 2010: Blind (Schiller – Album Atemlos)
- 2010: Innocent Lies (Schiller – Album Lichtblick)
- 2011: Summer in Paris (Dj Cam – Album Soulshine)
- 2016: Mother, Sadeness (Part II) und Oxgen Red (Enigma – Album The Fall of a Rebel Angel)

## Auszeichnungen
Anggun ist Trägerin des Ordre des Arts et des Lettres.